# Camila de Castro
Camila de Castro (Santo André, 20 de abril de 1979 – São Paulo, 26 de julho de 2005) foi uma atriz pornô transexual e modelo brasileira. Foi um raro caso de celebridade nacional que conseguiu transcender às questões de gênero, pornografia, sexo e raça, chegando a ter um quadro fixo no programa SuperPop, da RedeTV!, chamado "Camilla Quer Casar", que durou somente alguns meses em função do seu suicídio.

## Biografia
Camila era natural de Santo André, onde morou com as tias até os 19 anos. Após se transferir para São Paulo em 1998 recorreu à prostituição para sobreviver, como a maioria das travestis e mulheres transexuais, e em 2000 iniciou na carreira de filmes pornográficos. Devido à sua beleza se destacou e em menos de quatro anos de carreira foi capa de pelo menos 10 filmes e apareceu em mais de 20 cenas das produtoras Evil Angel, Angel Elegant e Robert Hill Releasing, atuando com Patricia Araújo, Natasha Dumont e Julio Vidal, entre as estrelas do cinema pornográfico brasileiro.
Em 2004 começou a participar de um reality show amoroso no programa SuperPop, da RedeTV!. O quadro "Camilla Quer Casar" visava encontrar um namorado para ela, que teria que escolher com quem ela gostaria de se casar. O quadro durou apenas 2 meses, sendo interrompido em função de sua morte.
Morreu ao saltar nua do sétimo andar de um prédio no centro de São Paulo. Noticiado como suicídio, o caso chocou a comunidade transexual, uma vez que a jovem era sucesso na televisão, estava no auge da carreira e era considerada uma das mais belas travestis do país, e colocou em debate a difícil vida amorosa de uma travesti.